# Alicia Paz
Alicia Paz est une artiste de nationalité française. Née au Mexique en 1967, elle est actuellement basée à Londres, ayant vécu aux États-Unis et en Allemagne. Elle enseigne en tant que Associate Lecturer au Wimbledon College of Arts (en) de l'Université des arts de Londres. Elle est diplômée de UC Berkeley, de l’École nationale supérieure des beaux-arts de Paris, du Goldsmiths College et du Royal College of Art, Londres.
Le travail d’Alicia Paz consiste en des tableaux qui sont autant des portraits que des paysages mêlant des références à la peinture savante ou à l'histoire de l'image peinte, à des citations d'images publicitaires ou de bandes-dessinées. Son œuvre insiste sur les notions de disjonction, d’hybridité, d’assemblage et de métamorphose afin d’explorer la tension entre l'artifice et les processus réels impliqués dans sa peinture.

## Sélection d'œuvres
- And We, 2021, huile et technique mixte sur toile, 162 × 130 cm[4]
- Méduse II, 2021, technique mixte sur toile, 116 × 89 cm
- Octavia, 2021, technique mixte, 190 × 170 cm
- Estuaire, 2021, huile et technique mixte, 198 × 145 cm
- Pirates et Poètes, 2020, huile et technique mixte sur toile, 190 × 130 cm
- Courage Calls to Courage Everywhere, 2019, huile et technique mixte sur toile, 162 × 130 cm
- L’effrontée, 2011, technique mixte sur papier, 74 × 56 cm
- Trapèze, 2010, huile, acrylique, collage sur toile 200 × 160 cm (Collection FRAC Languedoc-Roussillon)
- When the Machine Stops, 2006, huile, acrylique, collage sur toile, 130 × 97 cm (Malba Museum, Buenos Aires, Argentine)
- Ghosts, huile et acrylique sur toile, 1999, 200 × 160 cm (Collection FRAC Île-de-France)
- Colossus, 1995, acrylique sur toile, 150 × 120 cm (Collection FMAC Paris)

## Expositions

### Expositions personnelles (sélection)
2022 :
- Maison de l'Amérique latine, Paris, Juntas (Ensemble).

2010 :
- LAC Narbonne, en collaboration avec le FRAC Languedoc-Rousillon pour Casanova Forever, Sigean, France

2008 :
- Galerie Dukan&Hourdequin, Marseille, France

2007 :
- Unit 2 Gallery, London Metropolitan University, Londres, Royaume-Uni

2006 :
- Houldsworth Gallery, Londres, Royaume-Uni

2005 :
- Ruth Benzacar Gallery, Buenos Aires, Argentine

2000 :
- Galerie Yvonamor Palix, Paris, France

### Expositions collectives (sélection)
2012 :
- Through the Looking Glass, The Agency Gallery, Londres, Royaume-Uni

2011 : 
- Colorless green ideas sleep furiously, galerie Dukan Hourdequin[5], Paris, France
- Round and Round and Round (Part 2), à partir de la collection du Frac Île-de-France, commissaire : Xavier Franceschi, Parc culturel de Rentilly, France

2009 :
- Multiverse, commissaire: Ole Hagen, Danielle Arnaud Gallery, Londres, Royaume-Uni

2008 :
- Jerwood Contemporary Painters, Jerwood Space, Londres, Royaume-Uni

2007 :
- Celeste Art Prize, remise des prix : Goldsmiths College Curating MA, Londres, Royaume-Uni
- Incheon Biennale, Incheon, Corée du Sud

2006 :
- Sardanapale Syndrom, Enrique Marty, Rine Banerjee, Alicia Paz, Galerie Dukan&Hourdequin, Marseille, France
- John Moores 24, sélectionnés par: Peter Blake, Tracey Emin, Walker Art Gallery, Liverpool Biennial, Royaume-Uni

2004 :
- EAST International, sélectionnés par : Neo Rauch, Gerd Harry Lybke, Norwich, Royaume-Uni
- Mind the Gap, 10 London Artists, parrainé par le British Council, Triangle, Marseille, France

1999 :
- ZAC 99, en collaboration avec «Bureau d’études » et Jota Castro, musée d'art moderne de la ville de Paris, France

1998 :
- Tamayo Museum Biennale, Oaxaca, Mexique

## Prix, bourses et résidences (sélection)
2002 :
- Triangle France, résidence d’artiste, La Friche Belle de Mai, Marseille, France
- Cité internationale des arts, résidence d’artiste, Paris, France

2001 :
- Résidence d’artiste Gasworks, Londres, Royaume-Uni
- Prix  « Fondo Nacional para la Cultura y las Artes » (FONCA), Mexique

1999 :
- Résidence d’artiste Delfina Studio Trust, Londres, Royaume-Uni

## Collections
- Musée d'art moderne de Céret, France
- Hanlim Museum, Taejon, Corée
- Ville de Vitry-sur-Seine, France
- Ville de Valognes, France
- FMAC, Paris, France
- FRAC Île-de-France, France
- FRAC Languedoc-Roussillon, France
- Colección Costantini, Malba Museum, Buenos Aires, Argentine
- Lafuma, France
- Schlumberger, France
- APT, Mexico City

## Presse (sélection)
- JJ Charlesworth, « Alicia Paz », Time Out London Reviews, mai 2007
- Anne Malherbe, « Je rêvais d’un autre Monde », art press, décembre 2006
- Frank Lamy, « Peinture, La Galaxie Française », Beaux Arts magazine, no 219, août 2002
- Philippe Piguet, « Alicia Paz », L’ 'Œil Magazine, mai 2000
- Frank Lamy, « Alicia Paz », Tribeca Magazine, mai 2000